# Arvedalslinjen
Arvedalslinjen, officielt Kongens Grubes bane, var en norsk industribane ejet af Røros Kobberverk. Den 9,3 km lange bane fungerede som en sidebane fra Tyvold Station på Rørosbanen til malmminen Kongens gruve. Banen var i drift fra 1886 til 1910.

## Historie
Etableringen af Rørosbanen i 1877 revolutionerede færdslen i Røros-området i almindelighed og for kobberværket i særdeleshed, og sidebanen blev anlagt for transport af kobbermalm og nok så vigtigt svovlkis fra minerne i Nordgruvefeltet til den nye bane. Industribanen blev anlagt til drift med lokomotiver, med samme profil og sporvidde som Rørosbanen og kostede i alt 180.000 kr., bekostet af kobberværket. Den blev åbnet for trafik 11. oktober 1886 efter en anlægstid på et år, hvilket dog omfattede et byggestop på flere måneder på grund af en streng vinter med meget sne. Banen var ejet af kobberværket men blev trafikeret med Rørosbanens materiel efter regler, der blev fastsat ved kongelig resolution samme år.
Fra Tyvold Station blev svovlkisen sendt videre ad Rørosbanen til Trondheim og derefter hovedsageligt udskibet til eksport. Denne transportmulighed førte til, at produktionen af kis blev fordoblet, og det blev i praksis til kobberværkets hovedprodukt. I 1889 blev der produceret 27.484 ton kis, samt 4828 ton kobbermalm der blev sendt til Røros for omsmeltning til kobber. Kobbermalmen var fattig (ca. 4% kobber), men til gengæld billig da den for størstedelens vedkommende blev udvundet som biprodukt til kisproduktionen.
Endestationen på fjeldet var stollmundingen på Arvedalsgruven, der blev forbundet med Kongens Grube i 1886, hvorefter begge miner blev drevet under sidstnævntes navn. Banens stigning var på op til 40 promille, og ifølge gamle beretninger skete det, at kistoget fra Arvedals ikke fik stoppet på Tyvold, selv om der blev bremset for fuld kraft, og i stedet buldrede forbi stationen og langt ud på Rørosbanen, før det fik bakket tilbage. Ifølge instruksen skulle der derfor være "fri bane" på Rørosbanen, før kistoget kistoget blev sendt nedad Arvedalslinjen. I de første år var der store problemer med at holde banen åben om vinteren, da meget vind og sne gjorde, at banen føg til, ligeså hurtigt som den kunne ryddes med håndkraft. Det blev en del bedre, da der blev opsat snehegn på de mest udsatte steder.
Arvedalslinjen og Rørosbanen erstattede meget af den gamle hestetransport af malm og proviant mellem minerne inde på fjeldet, smeltehytten i Røros og eksporthavnen i Trondheim. På kort sigt medførte det store tab af indtægter for småbønder og andre i området, der havde tjent til livets ophold ved transporter for kobberværket. Med tiden førte det imidlertid til en bedring for langbruget, idet småbønderne nu kunne koncentrerer sig om deres gårde.
Med tiden kom der kritik af anlægget af jernbanen til Kongens gruve, eftersom en svævebane ville være billigere i både anlæg og drift. Det blev afvist med henvisning til, at da jernbanen blev planlagt, var "svævebanens teknik ikke så fuldkommen som nu" (i 1902). Overgangen til svævebaner var imidlertid uundgåelig, og kobberværket byggede svævebaner fra minerne i Nordgruvefeltet, fra Kongens gruve via Sextus til Harborg Station ved Rørosbanen. I marts 1910 overtog denne transporten, og Arvedalslinjen blev nedlagt. Svævebanen viste sig at være både billigere og mere driftssikker end jernbanen, da den ikke var udsat for sne og vind i samme grad. Den var i drift, helt indtil Nordgruvefeltet blev nedlagt i 1948.
Arvedalslinjens spor blev fjernet i 1920'erne, og i 1931 blev traceen omdannet til en grusvej. I dag er den en populær vandre- og cykelsti.